# هوانگ این بوم
هوانگ این بوم (کره‌ای: 황인범؛ زادهٔ ۲۰ سپتامبر ۱۹۹۶) بازیکن فوتبال اهل کره جنوبی است که در باشگاه فوتبال فاینورد و تیم ملی فوتبال  کره جنوبی در پست هافبک بازی می‌کند.

## آمار ملی
| تعداد بازی | تاریخ          | میزبان           | حریف    | نتیجه | رقابت                  |
| ---------- | -------------- | ---------------- | ------- | ----- | ---------------------- |
| ۱          | ۱۶ اکتبر ۲۰۱۸  | کره جنوبی چئونان | پاناما  | ۲–۲   | دوستانه                |
| ۲          | ۱۱ دسامبر ۲۰۱۹ | کره جنوبی بوسان  | هنگ کنگ | ۲–۰   | جام شرق آسیا ۲۰۱۹      |
| ۳          | ۱۸ دسامبر ۲۰۱۹ | کره جنوبی بوسان  | ژاپن    | ۱–۰   | جام شرق آسیا ۲۰۱۹      |
| ۴          | ۷ اکتبر ۲۰۲۱   | کره جنوبی سئول   | سوریه   | ۲–۱   | مقدماتی جام جهانی ۲۰۲۲ |
| ۵          | ۲۸ مارس ۲۰۲۳   | کره جنوبی سئول   | اروگوئه | ۲–۱   | دوستانه                |
| ۶          | ۱۵ ژانویه ۲۰۲۴ | قطر الریان       | بحرین   | ۳–۱   | جام ملت‌های آسیا ۲۰۲۳   |